# Hamatina
Hamatina – rodzaj motyli z rodziny Lecithoceridae i podrodziny Lecithocerinae. Występuje endemicznie na Nowej Gwinei. Obejmuje 6 opisanych gatunków.

## Morfologia
Motyle te osiągają od 5,5 do 10 mm długości przedniego skrzydła. Głowa i tułów z wierzchu porośnięte są łuskami szarawobiałymi lub brązowawobiałymi. W budowie głaszczków wargowych zaznacza się silny dymorfizm płciowy. U samca są one wyspecjalizowane, drugi ich człon ma po stronie brzuszno-wierzchołkowej kępkę chropowatych łusek, trzeci zaś człon jest nie krótszy od poprzedniego, gruby i kolistym łukiem odgięty ku tyłowi, sięgając aż poza ciemię. U samicy trzeci człon jest wykształcony zwyczajnie, smukły ze spiczastym wierzchołkiem. Budowa głaszczków odróżnia ten rodzaj od Pectinimura i Neopectinimura.
Przednie skrzydło może być wydłużone do stosunkowo szerokiego, ubarwione głównie w odcieniach szarości i beżu z dobrze zaznaczonymi plamkami dyskalnymi. Jego użyłkowanie odznacza się pierwszą żyłką radialną (R1) biorącą początek przed środkiem komórki, trzecią żyłką radialną (R3) wolną, żyłkami radialnymi czwartą i piątą mającymi wspólny trzon (R4+5) na odcinku przekraczającym połowę ich długości, wierzchołkiem piątej żyłki radialnej (R5) osiągającym brzeg skrzydła, pierwszą żyłką medialną (M1) biegnącą blisko trzonu żyłek radialnych trzeciej, czwartej i piątej (R3+4+5), drugą żyłką medialną zbliżoną do nasady trzeciej żyłki medialnej, żyłkami kubitalnymi przednimi pierwszą (CuA1) i drugą (CuA2) z krótkim trzonkiem oraz dobrze rozwiniętą żyłką analną. Skrzydło tylne jest nie węższe niż przednie, jasno ubarwione, o skośnej krawędzi zewnętrznej. Jego użyłkowanie cechuje się brakiem drugiej żyłki medialnej (M2) oraz wspólnym trzonem trzeciej żyłki medialnej i pierwszej żyłki kubitalnej przedniej (M3+CuA1), podobnie jak u rodzaju Sarisophora, a przeciwnie do rodzaju Onnuria. Ponadto druga żyłka kubitalna przednia (CuA2) wyrasta za środkiem otwartej komórki, a pierwsza żyłka medialna (M1) ma tylko krótki odcinek wspólny z sektorem radialnym (Rs) lub jest od niego całkiem uwolniona. Odnóża tylnej pary mają na całej powierzchni goleni szorstkie łuski.
Odwłok pozbawiony jest pólek kolców na tergitach. Samiec ma genitalia z dobrze wykształconą i nie zgiętą kątowo rozpórką kostalną łączącą oskórek z walwą o wydłużonym kukulusie. Pośrodku brzusznego brzegu walwy, podobnie jak u rodzajów Pectinimura, Neopectinimura i Onnuria, wyrasta grzebykowata płytka. Budowa edeagusa jest w obrębie rodzaju zmienna, może on być gruby lub smukły, wyposażony w jeden lub więcej cierni.

## Rozprzestrzenienie
Rodzaj ten jest endemitem Nowej Gwinei na północy krainy australijskiej. Znany jest zarówno z Papui-Nowej Gwinei, jak i indonezyjskiej Papui.

## Taksonomia
Rodzaj ten wprowadzony został w 2011 roku przez Park Kyuteka w drugiej części rewizji nowogwinejskich Lecithoceridae. Gatunkiem typowym wyznaczył on opisanego w 1954 roku przez Aleksieja Diakonowa Lecithocera hemitoma. Nazwa rodzajowa pochodzi od łacińskiego hamatus oznaczającego hakowaty i odnosi się do kształtu głaszczków wargowych. Jako przypuszczalnie pokrewne wskazano rodzaje Pectinimura, Neopectinimura i Onnuria.
Do rodzaju tego zalicza się 6 opisanych gatunków:
- Hamatina hemitoma (Diakonoff, 1954)
- Hamatina diakonoffi Park, 2011
- Hamatina iriana Park, 2011
- Hamatina jembatana Park, 2011
- Hamatina nabangae Park, 2011
- Hamatina robdevosi Park, 2011